# 斎藤一
斎藤 一（さいとう はじめ、旧字体：齋藤󠄁 一、天保15年1月1日（1844年2月18日） - 大正4年（1915年）9月28日）は、日本の武士（新選組隊士）、警察官。階級は警部。勲等は勲七等青色桐葉章。
幕末期に新撰組で副長助勤、四番隊組長、三番隊組長、撃剣師範を務める。一時期御陵衛士に入隊。戊辰戦争では旧幕府軍に従い新政府軍と戦う。明治維新後警視庁の警察官となり、西南戦争では警視隊に所属して西郷軍と戦う。
退職後、東京高等師範学校（東京教育大学を経た、現在の筑波大学）の守衛、東京女子高等師範学校（現・お茶の水女子大学）の庶務掛兼会計掛を務める。出自、経歴は不明な点も多い。

## 生涯

### 出自
父・山口右助、母・ますの三子として生まれたとされる。姉に勝（ひさ）、兄に廣明。出身地は江戸（播磨国ともいわれる）。父が明石出身であったことから明石浪人、または播州明石浪人を名乗ったようである。父・右助は播磨国明石藩の足軽であったが、江戸へ下り石高1,000石の旗本・則定鈴木家に仕えたとされる。後に御家人株を買って御家人になったと言うが、実際は鈴木家の公用人（家来）として山口喜間多（廣明）の名前が確認できる。

### 青年期
19歳のとき、江戸小石川関口で旗本と口論になり、斬ってしまう。父・右助の友人である京都の剣術道場主・吉田某のもとに身を隠し、吉田道場の師範代を務めた。
永倉新八の手記『浪士文久報国記事』には、斎藤は江戸で近藤勇の天然理心流試衛館に出入りしていたと記されている。また当時、姉・勝の嫁ぎ先である相馬家の家が近くにあったと言う。だが、のちに近藤が京都に滞在した試衛館の一同に武具を届けさせたときには、斎藤は含まれていない。浪士組にも参加しておらず、京都で新選組の徴募があった際に初めて加入したとも考えられる。少なくとも斎藤の上洛は近藤たちとは別行動であった（もっとも、近藤とともに上洛した者たちにしても統一行動をとっていたわけではない）。新谷藩に仕えた香渡晋（黙斎）が文久2年（1862年）から京都で面会した人々を記した『（文久二壬戌歳上洛中）応接録』には「江戸 斎藤一」の名前が現れている。

### 新選組
文久3年（1863年）3月10日、芹沢鴨・近藤勇ら13名が新選組の前身である壬生浪士組を結成。同日、斎藤を含めた11人が入隊し、京都守護職である会津藩主・松平容保の預かりとなる。新選組幹部の選出にあたり、斎藤は20歳にして副長助勤に抜擢された。後に長州征討に向け再編成された新選組行軍録には三番隊組長として登場し、撃剣師範も務める。
元治元年（1864年）6月5日の池田屋事件では、土方歳三隊に属し、事件後幕府と会津藩から金10両、別段金7両の恩賞を与えられた。
新選組内部での粛清役を多く務めたとされ、長州藩の間者（スパイ）であったとされる御倉伊勢武、荒木田左馬之助のほか、武田観柳斎らの暗殺に関与したとも言われるが、事実と符合しないことも多い。
慶応3年（1867年）3月、伊東甲子太郎が御陵衛士を結成して新選組を離脱すると、斎藤も御陵衛士に入隊する。間者として潜入していたとされる。新選組に復帰する際、御陵衛士の活動資金を盗んで逃げた。これは金に困って逃げたように見せかけるためであったとされる。稗田利八の述懐によれば、斎藤が新選組に戻った際、「副長助勤斎藤一氏、公用をもって旅行中のところ、本日帰隊、従前通り勤務のこと」と掲示が出ていたという。新選組が伊東ら御陵衛士を暗殺した油小路事件は、斎藤が復帰の際にもたらした情報に基づいて起きたともいわれる。
同年12月7日、紀州藩の依頼を受けて、同藩士・三浦休太郎を警護し、海援隊・陸援隊の隊員16人に襲撃される（天満屋事件）。三浦とともに酒宴を開いていた新選組は遅れをとり、宮川信吉と舟津釜太郎が死亡、梅戸勝之進が斎藤をかばって敵の刃を抱き止め、重傷を負うなどの被害を出した。斎藤は鎖帷子を着ており無事であった。三浦は顔面を負傷したものの命に別状は無かった。
将軍・徳川慶喜の大政奉還後、新選組は旧幕府軍に従い戊辰戦争に参加する。慶応4年（1868年）1月に鳥羽・伏見の戦いに参加、3月に甲州勝沼に転戦。斎藤はいずれも最前線で戦った。近藤勇が流山で新政府軍に投降したあと、江戸に戻った土方歳三らとともに国府台で大鳥圭介率いる伝習隊や秋月登之助と合流の後、下妻へ向かった。土方は同年4月の宇都宮城の戦いに参加、足を負傷して戦列を離れ、田島を経由して若松城下にたどり着いた。
斎藤（24歳）ら新選組は会津藩の指揮下に入り、閏4月5日には白河口の戦いに参加。8月21日の母成峠の戦いにも参加した。敗戦により若松城下に退却。土方と合流したのはこの退却の最中、猪苗代でのことだった。その後、土方らは庄内へ向かい、大鳥ら幕軍の部隊は仙台に転戦したが、斎藤は会津に残留し、会津藩士とともに城外で新政府軍への抵抗を続けた。9月22日に会津藩が降伏したあとも斎藤は戦い続け、容保が派遣した使者の説得によって投降した。降伏後、捕虜となった会津藩士とともに、最初は旧会津藩領の塩川、のち越後高田で謹慎生活を送った。

### 斗南藩
会津藩は降伏後改易され、会津松平家は家名断絶となったが、明治2年（1869年）11月3日に再興を許された。知行高は陸奥国内で3万石とされ、藩地は猪苗代か下北半島を松平家側で選ぶこととされた。東京で捕虜となっていた山川浩ら旧藩幹部は、越後高田で謹慎していた藩士らに諮ることなく下北半島を選択。藩名は新たに斗南藩と命名され、斎藤も斗南藩士として下北半島へ赴いた。
斎藤は斗南藩領の五戸に移住し、篠田やそと結婚した。篠田家は『諸士系譜』からも確認される名家で、会津藩士としては大身に属する。白虎隊士中二番隊に属し、飯盛山で自刃した篠田儀三郎とは遠縁にあたる。後年の明治7年（1874年）3月17日、元会津藩大目付・高木小十郎の娘・時尾と再婚した。元会津藩主・松平容保が上仲人、元会津藩家老の佐川官兵衛と山川浩、倉沢平治右衛門が下仲人を務めた。この時、氏名を藤田五郎に改名している。時尾との間には、長男・藤田勉、次男・藤田剛、三男・沼澤龍雄の3人の子供を儲けることになる。

### 警視庁
明治7年（1874年）7月、東京に移住。大警視・川路利良（旧薩摩藩士）と青森県知事・佐和正（旧仙台藩士）によって古閑膽次と変名した旧隊士・尾形俊太郎と共に警視庁に採用され、諜報活動を行う。同年に江藤新平が佐賀の乱を起こした際に、川路の命により旧薩摩藩士・室田景辰と共に探索に向かった。明治10年（1877年）2月、九州で士族反乱「西南戦争」が起こる。2月20日、内務省警視局で警部補に昇任。5月、別働第三旅団豊後口警視徴募隊二番小隊半隊長として西南戦争に参加。斬り込みの際に敵弾で負傷するも、敵の大砲二門を奪う活躍を見せて奮戦し、東京日日新聞に報道される。旧会津藩士である佐川官兵衛、山川浩も参加しており、佐川は阿蘇にて戦死した。戦後の明治12年（1879年）10月8日、斎藤は政府から勲七等青色桐葉章と賞金100円を授与された。明治14年（1881年）に警視局が廃止されると一旦陸軍省御用掛となり、その後警視庁の再設置により11月に巡査部長となる。その後明治18年（1885年）に警部補、明治21年（1888年）に麻布警察署詰外勤警部として勤務し、明治25年（1892年）12月、退職する。

### 晩年

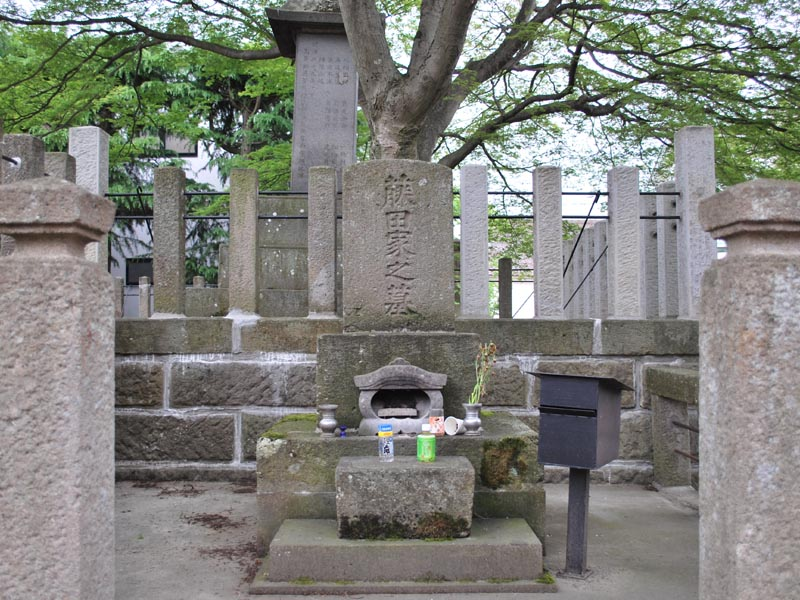
阿弥陀寺にある斎藤一の墓

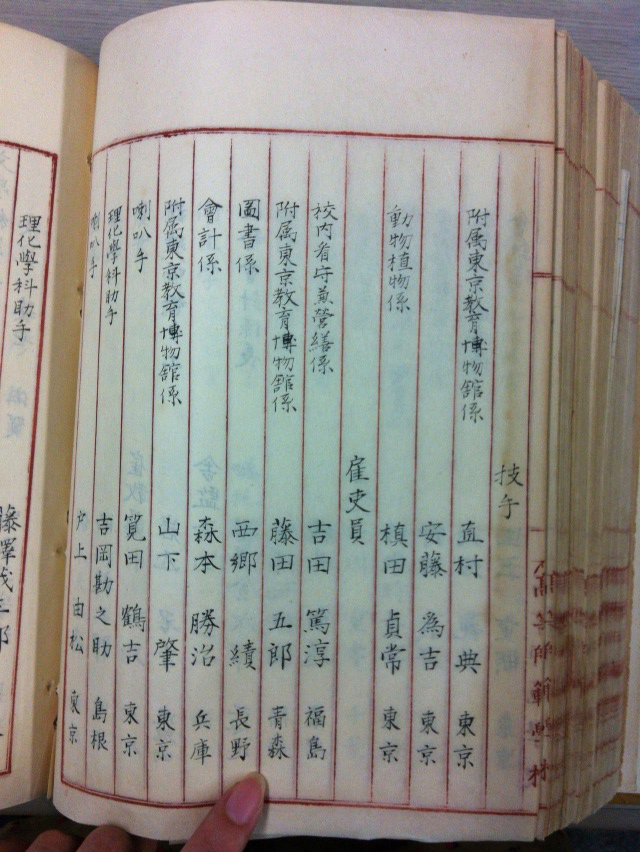
『東京高等師範学校一覧』（筑波大学中央図書館蔵）

警視庁退職時に、東京高等師範学校校長・高嶺秀夫（元会津藩士）らの推挙で、明治二十五年（1892年）4月から、東京高等師範学校附属東京教育博物館（現・国立科学博物館史跡・湯島聖堂）の看守（守衛長）に奉職。明治31年（1898年）まで在職。同校の撃剣師範を務め学生に撃剣を教える。明治32年（1899年）に退職し、東京女子高等師範学校に庶務掛兼会計掛として勤務。生徒の登下校時は人力車の交通整理もしたという。明治42年（1909年）、退職。山川浩や高嶺秀夫とは親交が続いた。
大正4年（1915年）9月28日、胃潰瘍のため東京府東京市本郷区真砂町で死去。享年72。床の間で結跏趺坐をして往生を遂げたと伝えられる。福島県会津若松市の阿弥陀寺に葬られた。永倉新八も同年1月に死去している。遺品として近藤勇から贈られた「白蔵主の根付」が、斎藤一の次男・藤田剛の婿養子先である浅羽家に伝わっている。

## 剣術

### 流派
斎藤の修めた剣術の流派は、はっきりしていない。子孫の言い伝えでは一刀流であるとされてきた。
それに対し、斎藤の研究をしていた作家・赤間倭子は、一刀流説を否定して無外流であるとしている。子孫に言い伝えられている一刀流とは、無外流のもとになった山口一刀流のことであるという。斎藤は播磨国で無外流（山口一刀流）を修め、津田一伝流、関口流（柔術）も学んだという。斎藤一が名乗った山口姓、斎藤姓と山口一刀流との関連も指摘している。しかし、赤間が主な出典としている「藤田家文書」は非公開であり、また、無外流説は斎藤の父が播磨国出身であることと山口姓であることのみに基づいて推測したものであり、明確な典拠が示されておらず、論拠としては不十分である。

### 新選組
沖田総司、永倉新八と並び新選組最強の剣士の一人であったといわれる。
永倉新八は弟子に、「沖田は猛者の剣、斎藤は無敵の剣」と語ったという。
沖田総司、永倉新八らとともに新選組の撃剣師範を務めた。新選組のなかで最も人を斬ったとされ、大坂力士との乱闘、組内部における粛清、天満屋事件、戊辰戦争などで剣を振るった歴戦の隊員であった。刀での戦いの経験について後年、「どうもこの真剣での斬り合いというものは、敵がこう斬りこんで来たら、それをこう払っておいて、そのすきにこう斬りこんで行くなどという事は出来るものではなく、夢中になって斬り合うのです」と語った。

### 警視庁
警視庁には撃剣世話掛という剣術指導の役職があったが、斎藤が撃剣世話掛を務めた記録はない。ただし、明治21年（1888年）の警視庁の剣術家名簿に藤田五郎（斎藤）の名前があり、級位は「四級」とある。当時の四級には他に川崎善三郎、門奈正、内藤高治などがいた。また、試合記録も残っており、明治15年（1882年）に向ヶ岡弥生社における撃剣大会で富山円に引き分け、明治23年（1890年）に警視庁構内における春季撃剣大会で渡辺豊に勝っている。

### 師範学校
東京高等師範学校（東京教育大学を経た、現在の筑波大学）では明治二十五年から明治三十一年まで付属東京教育博物館係として務める。撃剣師範を務め、学生に剣術を教えたといわれる。その剣技は衰えることなく、誰ひとりとして斎藤の竹刀に触れることさえできなかったという。なお、同校には斎藤が退職した後、明治41年（1908年）に高野佐三郎（警視庁出身）が赴任している。

### 晩年
明治の末に神道無念流有信館の山本忠次郎が木に吊るした空き缶を竹刀で突く練習をしていたところ、斎藤と思われる老人が通りかかり、忠次郎の竹刀で缶を突いてみせた。老人は一瞬のうちに突き、缶は揺れることなく貫通したとされる。老人は「突き技は突く動作よりも引く動作、構えを素早く元になおす動作の方が大切」、「突きは初太刀でうまくいくことは少ない。私が成功したのはほとんど三の突きでした」などと語ったという。忠次郎はその後も何度かその老人と出会ったが、詮索できず挨拶を交わすにとどまった。有信館は本郷真砂町にあり、当時斎藤も本郷真砂町に住んでいたことが判明している。
斎藤は、子供たちにも剣術や武士の心得を教えていたと考えられている。孫の藤田實（満州国建設省勤務。終戦時は陸軍中尉として宮古島に出征）の述懐によれば、父・勉（斎藤の長男。陸軍士官学校第9期、陸軍歩兵中佐）はたびたび竹刀を持って物陰に潜み、子供たちが帰宅すると不意打ちして「士道不覚悟！」と叱ったという。また、「武士たる者は、玄関を出るときは頭から先に出るな、足から出よ、不意に斬りつけられた場合、頭をやられれば致命傷だが、足ならば倒れながらも相手を下から突き上げて殺すことができる」と説教するのを常としていた。また、昭和13年（1938年）3月、日露戦争当時に歩兵第32聯隊第4中隊長（山形）だった藤田勉歩兵中佐が、陸軍記念日に於ける戦史講話として「黒溝臺及奉天会戦に於ける中隊長としての体験」（アジア歴史資料センター）の中で「私ノ父ハ鳥羽伏見會津ノ戦ニ参加シ母ハ若松城ニ三十日間籠城シ今ノ看護婦ノ様ナ仕事ヲシ共ニ弾丸ノ下ヲ潜ツタ者ナノデ私ハ幼少ノ時カラ戦争ヲ基準トシテ育テラレ飯ヲ食フニモ汁ヲカケル事サヘ絶體ニ禁ジラレテ居ツタシ家庭ニ於テ弾丸ガ恐ロシイト云フ話ヲ聞イタ事ハナカツタ。…（略）」と述べている。なお、勉はその後、歩兵第65聯隊中隊長（会津若松）、歩兵第9聯隊大隊長（大津）、歩兵第36聯隊附（鯖江）を務めている。
余談として、斎藤の仲人を務めた佐川官兵衛の一子・直諒（斎藤の妻･藤田時尾の甥にあたる）も陸士9期であり、従弟･藤田勉と同期生であった。佐川直諒は近衛歩兵第2聯隊に配属され、日露戦争に中隊長（歩兵大尉）として出征。1904年（明治37年）8月30日、遼陽攻撃中孟家房にて戦死した。享年29（「靖国神社肖像額献納願の件」および「8月24日より9月5日に至る死傷者概数、名簿」、国立公文書館 アジア歴史資料センター）。

## 人物

### 改名歴
「斎藤一」という名前は、京都に移ってから新選組全盛期にかけてのものである。最初の名前は山口一である。「一」は彼の誕生日（1月1日）に由来すると子孫の伝承ではいわれているが、史料的根拠はない。文久2年（1862年）、江戸で刃傷沙汰を起こして京都に逃亡した際、斎藤一と名を変えた。慶応3年（1867年）に山口二郎（次郎）と改名。会津藩に属して戊辰戦争を戦った時期には一瀬伝八を名乗った。斗南藩に移住する直前、妻の高木時尾の母方の姓である藤田姓を名乗り、藤田五郎と改名した。明治5年（1872年）の壬申戸籍には「藤田五郎」として登載されている。ちなみに、これらすべての名前に数字が入っている。

#### 別人説
斎藤一と藤田五郎は別人であるとする説もあるが、実兄山口廣明（大蔵省、裁判所などに官吏として勤務）の娘ゆきの恩給請求書に藤田五郎が親戚として署名していること、藤田五郎の子孫が所蔵する『藤田家の歴史』が斎藤一を名乗った時期から書き始められていること、義理の父・倉沢平治右衛門が記した『御守護職以降憶測誌』でも斎藤一を「藤田五郎」と記していること、川村三郎の『新撰組往時実戦談書』には「目下藤田五郎ト改メ」とあることなどから、現在は別人説が否定されている。

### 容姿について

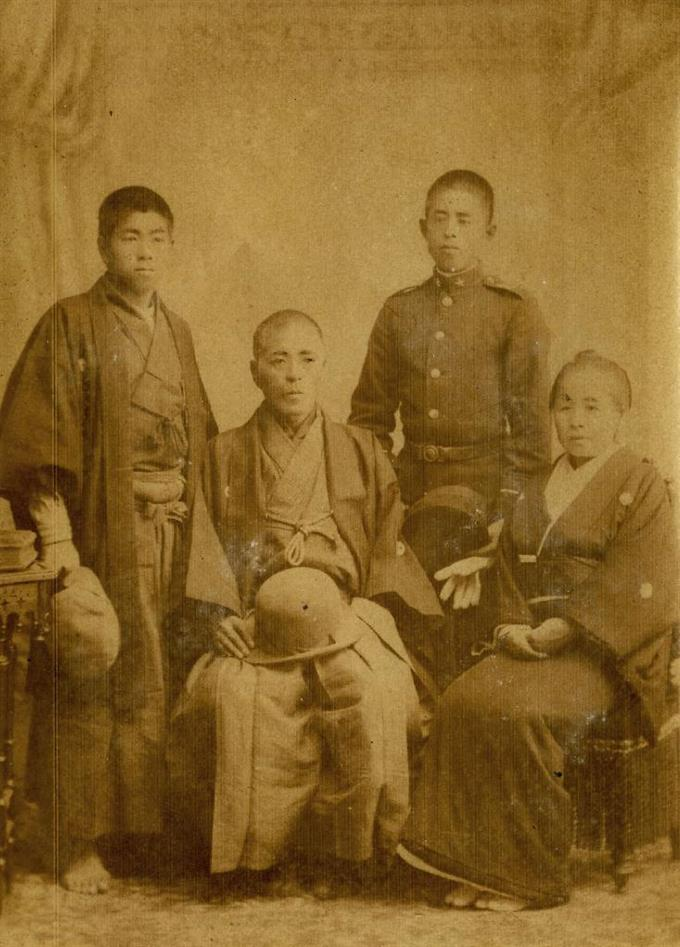
左から次男・剛、藤田五郎（斎藤一）、長男・勉、妻・時尾 (1897年撮影)

斎藤一を撮影したとされる写真の存在が、2016年（平成28年）に明らかになった。1897年（明治30年）に妻の時尾および息子二人と撮影した家族写真で、関係者宅の蔵を整理した時に見つかったものである。斎藤を生前よく知る者は「ふさふさとした眉、目つき鋭く、炯々とした背の高い男」と評している。他に次男の結婚式に参列する晩年（死の2年前）の斎藤一の姿が写っている写真も存在している。こちらは鮮明さを欠き、表情は読み取れない。
左利き説
斎藤は左利きだったという説がある。これは子母澤寛の『新選組物語』の中における、「暗殺された谷三十郎の死体を検分した篠原泰之進が、傷口が左の突きであったことから“左片手一本突き”を得意技とする斎藤が下手人ではないかと疑った」という描写が由来となっている。これが調査に基づいた史実か子母澤による創作かどうかは不明だが、この説は多くのフィクション作品において採用されており、斎藤の人物を特徴付ける個性として左利きに描かれることが多い。たとえば、浅田次郎原作の『壬生義士伝』では、テレビドラマ版で竹中直人が、映画版で佐藤浩市が、それぞれ斎藤を演じているが、テレビドラマ版・映画版のいずれも右腰に刀を帯刀している描写がみられる。しかし、斎藤を描いた絵や撮影した写真などでは通常の侍と同じように左腰に刀を帯刀している物が多いことから、左利き説を否定する意見も根強い。
夢録
子母澤寛が昭和4年（1929年）に発表した『新選組遺聞』に、斎藤一の口述を記録した「夢録」（むろく）という文書があると書かれており、研究者が探しているが、発見されていない。

## 小説や映画などにおける斎藤一
斎藤は新選組の中でも未知の部分が多く、幹部の中ではあまり多く描かれていない人物である。
司馬遼太郎の小説『燃えよ剣』では近藤勇の道場の食客と設定され、浪士組への参加を決める場面でもセリフを与えられている。本作では史実とは異なり、斎藤は土方とともに北海道まで転戦し、松前城を攻略した後、松本捨助とともに松前徳広の妻を江戸へ送り届けた後、故郷へ帰るよう土方に命じられている。
1965年のテレビドラマ『新選組血風録』では左右田一平が飄々とした斎藤を演じ、人気を博した。
山田風太郎の『警視庁草紙』およびそのテレビドラマ化『山田風太郎 からくり事件帖-警視庁草紙より-』では、藤田巡査の名前で登場する。
1994年の漫画『るろうに剣心 -明治剣客浪漫譚-』では斎藤は孤高なダークヒーローにして主人公のライバルと設定され、人気を博した。
また、1997年の漫画『風光る』では斎藤は「主人公（架空の人物）の兄とともに剣術を学び、極秘で会津藩から隊内監査役の役目も引き受けている」と設定され、主人公や沖田総司に次ぐメインキャラクターとなっている。
浅田次郎の小説『壬生義士伝』には重要人物の一人として登場し、『一刀斎夢録』では実質的な主役として描かれている。
藤田五郎としてメディアミックス作品『明治東亰恋伽』の主要登場人物。
同じく藤田五郎として今野敏の小説『サーベル警視庁』シリーズの主要登場人物。
ゲーム『龍が如く 維新!』では坂本龍馬と同一人物という架空の設定の主人公として描かれている。

## 斎藤一を演じた人物

### 映画
- 上代悠司（新選組鬼隊長）
- 加藤浩（新選組）
- 島田兵庫（新選組血風録 近藤勇）
- 尾形伸之介（幕末残酷物語）
- 井上浩（新選組）
- 佐藤浩市（壬生義士伝）
- 石橋保（実録 新選組）
- 松下洸平（燃えよ剣）
- 江口洋介（実写 るろうに剣心 2012〜2021）

### テレビドラマ
- 左右田一平（新選組血風録、新選組）
- 玉生司朗（燃えよ剣）
- 小池雄介（新選組始末記）
- 宮内洋（新選組）
- 坂西良太（燃えよ剣）
- 深江卓次（新選組血風録）
- 竹中直人（壬生義士伝〜新選組でいちばん強かった男〜）
- オダギリジョー（新選組!、新選組!! 土方歳三 最期の一日）
- 降谷建志 （八重の桜）
- 尾関伸嗣（新選組血風録）
- 庄司浩平（君とゆきて咲く〜新選組青春録〜）

### 舞台
- 彩風咲奈（るろうに剣心(宝塚歌劇団)）
- 朝美絢（壬生義士伝(宝塚歌劇団)）
- 木原瑠生(明治モダン歌劇｢恋花幕命録〜前日譚〜｣)
- 松田凌(ミュージカル『薄桜鬼』 斎藤一篇、沖田総司篇、 土方歳三篇、HAKU-MYU LIVE、風間千景篇)
- 橋本祥平(ミュージカル 『薄桜鬼真改』 斎藤一篇)
- 大海将一郎 (ミュージカル 『薄桜鬼 真改』 相馬主計篇、HAKU-MYU LIVE3、山南敬助篇、土方歳三篇 )

### テレビアニメ
- 鈴置洋孝（るろうに剣心 -明治剣客浪漫譚 第1作）→成田剣（同OVA 新京都編）→日野聡（2023年版）
- 鳥海浩輔（薄桜鬼）
- 木村良平（ちるらん にぶんの壱）
- 田中正彦〔斎藤一〕＆小林千晃〔二代目斎藤はじめ〕（青のミブロ）

### ゲーム
- 黒田崇矢（龍が如く 維新!）※この作品の斎藤一は坂本龍馬と同一人物だったという独自の設定。
- 石川界人（Fate/Grand Order）

### バラエティ
- 山田裕貴・前山剛久・陳内将・池岡亮介　(TV・局中法度!)

## 関連作品
楽曲
- さくらゆき『一刃の風』（斎藤一の会津戦争を描いた曲/作詞：遠野ゆき、作曲：田中俊輔）

漫画
- そにしけんじ『ねこねこ日本史』

アニメ
- 『ねこねこ日本史』 - 声：杉田智和